# موتسشن
شهر موتسشن (به آلمانی: Mutzschen) در ایالت زاکسن در کشور آلمان واقع شده‌است.